# Vitrinella thomasi
Vitrinella thomasi är en snäckart som först beskrevs av Henry Augustus Pilsbry 1945.  Vitrinella thomasi ingår i släktet Vitrinella och familjen Vitrinellidae. Inga underarter finns listade i Catalogue of Life.